# Ой виострю товариша…
«Ой виострю товариша…» — вірш Тараса Шевченка, написаний ним на засланні 1848 року, на Косаралі. 

## Написання
Зберігся чистовий автограф вірша у «Малій книжці». Автограф не датовано.
Вірш датується за місцем автографа у «Малій книжці» серед творів 1848 року та часом зимівлі Аральської описової експедиції у 1848 — 1849 роках на Косаралі, орієнтовно: кінець вересня — грудень 1848 року, Косарал. 
Автограф, з якого вірш переписано до «Малої книжки», не відомий. До «Малої книжки» Шевченко заніс твір під № 31 у сьомому зшитку за 1848 рік орієнтовно наприкінці 1849-го — на початку 1850 років (до арешту 23 квітня). Згодом, очевидно, в Новопетровському укріпленні, повернувшись до тексту, він виправив чорнилом рядок 18. До «Більшої книжки» поезію не перенесено.

## Публікація
Першодрук вірша у виданні: «Кобзарь Тараса Шевченка / Коштом Д. Е. Кожанчикова» (СПб., 1867 рік, стор. 534). Публікацію зроблено за «Малою книжкою» з неточністю у рядку 1 («вигострю» замість «виострю»). Того ж 1867 року вірш з «Кобзаря» 1867 року передруковано у виданні: «Поезії Тараса Шевченка» (Львів, 1867 рік, том 2, стор. 245).

## Сюжет
Твір написано в дусі народних пісень. Але ця лірична мініатюра стилістично не тотожна з народною піснею і не має конкретного фольклорного прототипу. Герой твору — народний месник, який, шукаючи правди, береться за ніж. Його мета — добитися соціальної справедливості. Шевченко, безперечно, співчував своєму героєві, хоч і розумів, що шлях стихійного протесту месників-одинаків безперспективний. Вірш тематично перегукується з поемою «Варнак». 

## Музика
На музику твір поклали М. В. Лисенко і С. П. Людкевич.